# (6987) Onioshidashi
(6987) Onioshidashi (1994 WZ) – planetoida z pasa głównego asteroid okrążająca Słońce w ciągu 4,66 lat w średniej odległości 2,79 j.a. Odkryta 25 listopada 1994 roku.